# Théâtre en Rond (Sassenage)
Le Théâtre en Rond de Sassenage, est l'un des plus charismatiques théâtres de l'Isère, appelé ainsi à cause de sa forme ovoïdale.
Le 17 septembre 2004, le Théâtre en Rond partait en fumée, ravagé par un incendie. Quatre ans plus tard, il renaît de ses cendres tel le phénix, aujourd'hui emblème d'un théâtre de 360 places.

## Histoire

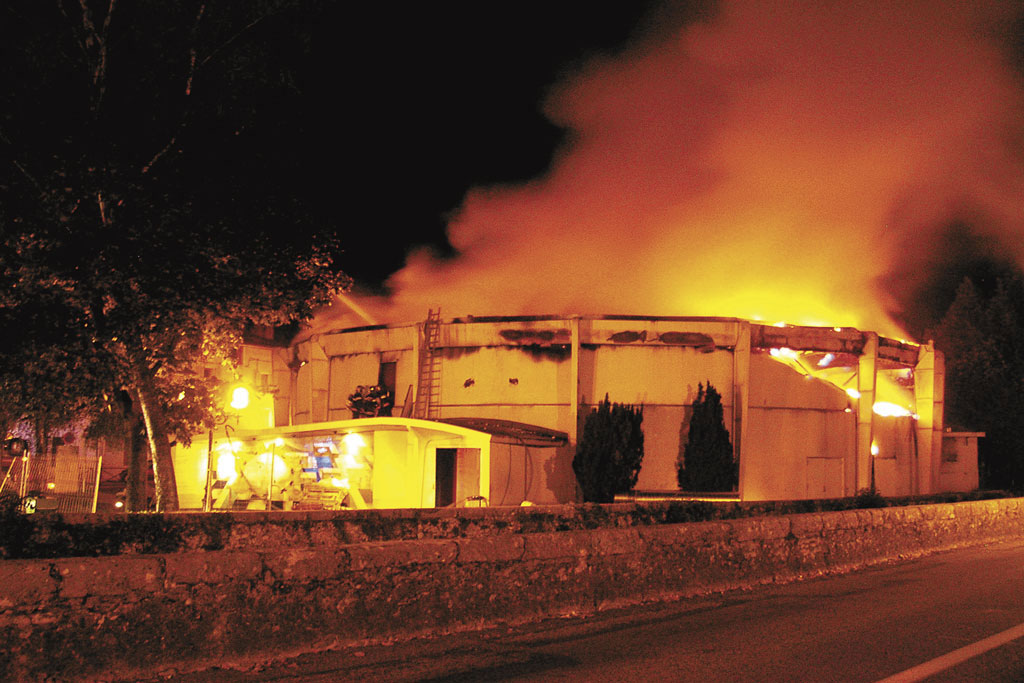
Incendie du Théâtre en Rond en 2004.

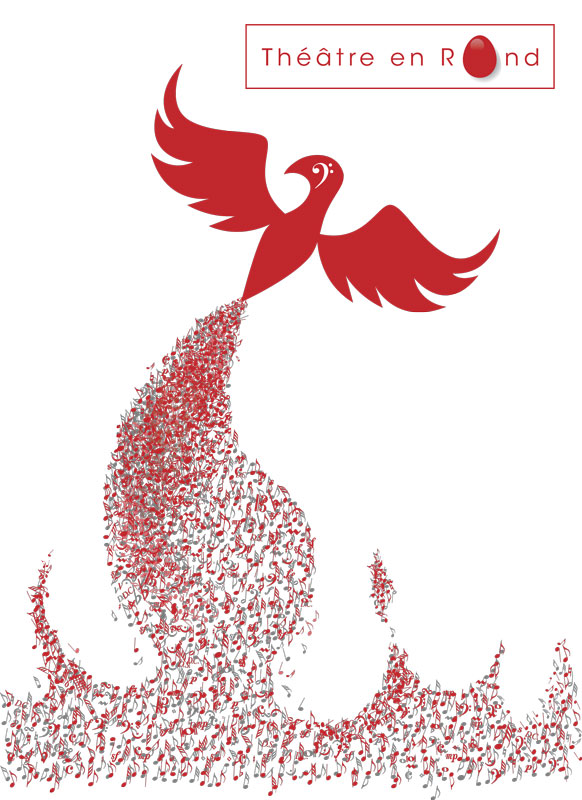
Le phénix, symbole du Théâtre en Rond depuis 2008.

En 1958, Sassenage, qui n'avait jusqu'à présent qu'une salle des fêtes située sous l'ancienne mairie et faisant plus penser à une cave qu'à autre chose, décide de se doter d'un « foyer de la culture et des loisirs », aujourd'hui plus connu sous le nom de Théâtre en Rond.
Créée par l'architecte Maurice Blanc, cette salle polyvalente accueille aussi bien des représentations théâtrales que des bals ou des projections cinématographiques.
À l'époque, sa forme circulaire est unique en France. Comme dans un théâtre antique, les gradins sont disposés de façon concentrique.
En 1989, le Théâtre en Rond prend une voie nouvelle pour répondre à une politique culturelle plus ambitieuse. L'objectif est de proposer des spectacles de tous genres (théâtre, musique, danse, jeune public, exposition...), dans le but de toucher tous les publics.
À partir de 2003, le Théâtre en Rond est une salle d'agglomération essentielle, mais vieillissante. Une première rénovation effectuée dans les années 1990 ne dispense pas d'une mise en conformité des lieux, programmée sur trois ans.
En septembre 2004, alors que la deuxième tranche des travaux de rénovation — engagés sur trois années — est en passe d'être achevée, le théâtre brûle entièrement durant la nuit. En septembre 2008, un nouvel édifice est inauguré en présence de l'acteur Jean-Louis Trintignant qui parraine le nouvel équipement culturel.

## Programmation
En 2015, le théâtre en rond reste l'un des rares lieux culturels de la métropole de Grenoble a conserver des spectacles liés à l'humour. En janvier 2017, le théâtre devient un lieu d'accueil du festival Aux rires etc parrainé par le duo comique des Frères Taloche. Outre les spectacles d'associations sassenageoises, la saison 2017-2018 est l'occasion d'accueillir 18 représentations professionnelles avec environ 5 000 spectateurs. 

## Accès
Le théâtre en Rond est desservi par les lignes de bus Proximo 19 et 20.